# United Arab Emirates University

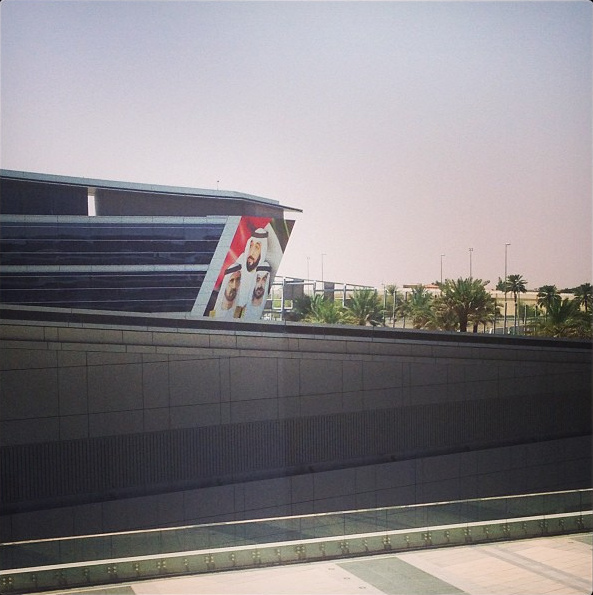
Gebäude der United Arab Emirates University

Die United Arab Emirates University (deutsch Universität der Vereinigten Arabischen Emirate; arabisch جامعة الإمارات العربية المتحدة, DMG Ǧāmiʿat Daulat al-Imārāt al-ʿArabīya al-Muttaḥida) wurde 1976 gegründet von Scheich Zayid bin Sultan Al Nahyan und ist die älteste der drei öffentlichen Universitäten der Vereinigten Arabischen Emirate zusammen mit der Zayed University und den Higher Colleges of Technology. Die Universität befindet sich in al-Ain.

## Unterteilung
- College of Humanities and Social Sciences (College für Geisteswissenschaften und Sozialwissenschaften)
- College of Science (College für Naturwissenschaften)
- College of Education (College für Bildung)
- College of Business and Economics (College für Betriebswirtschaft und Volkswirtschaft)
- College of Shari'ah and Law (College für Rechtswissenschaften)
- College of Food and Agriculture (College für Ernährungswissenschaften und die Agrarwirtschaft)
- College of Engineering (College für Ingenieurwissenschaften)
- College of Medicine and Health Science (College für Medizin und Gesundheitswissenschaften)
- College of Information Technology (College für Informationstechnologie)
- University General Requirements Unit